# Popowka (rejon ust-kubiński)
Popowka (ros. Поповка) – wieś w Rosji, w rejonie ust-kubińskim obwodu wołogodzkiego. W 2010 r. liczyła 28 mieszkańców.